# Сасквехана
Сасквехана (енгл. Susquehanna River) је река која протиче кроз САД. Дуга је 747 km. Протиче кроз америчке савезне државе Мериленд, Пенсилванија и Њујорк. Улива се у залив Чесапик.